# 三上博史
三上 博史（みかみ ひろし、1962年7月23日）は、日本の俳優、歌手。東京都出生、神奈川県横浜市育ち。
デビュー時から長年にわたり、有限会社DIGカンパニーに所属していたが、現在は有限会社三上事務所所属。エージェント会社はモノポライズ。

## 来歴・人物
東京都世田谷区で生まれ、神奈川県横浜市で育つ。神奈川県立多摩高等学校在学中、当初は友人に誘われてついて行ったオーディションで寺山修司に見いだされ、寺山自身が監督・脚本を手がけた、泉鏡花原作・ピエール・ブロンベルジェ製作のフランス映画『草迷宮』（1979年、日本公開1983年）に主演し俳優としてデビューした。同映画では、作中で全裸を披露している。母親に陰毛の生えかけた性器をみせるシーンがあるが、役の年齢の少年相当の陰毛量にするために剃られたと語っている。現在、日本で発売されているDVD等では、性器にモザイクがかかっている。
1984年のTBS系ドラマ『無邪気な関係』でドラマ初出演を果たす。戸川純の恋人役の浪人生を演じ、当初は端役だったが回を追うごとにキャラクターがどんどん書き込まれていって、一躍注目を集める。
1987年の映画『私をスキーに連れてって』に主演し、オクテで優柔不断なモラトリアム青年の主人公の成長を誠実に演じて、ブレイクを果たす。1988年にフジテレビ系ドラマ『君の瞳をタイホする!』出演後女性人気が爆発、この後三上主演のドラマが多く作られ「トレンディドラマのエース」と呼ばれた。
しかし、その時の三上自身は同じような傾向の役柄が続くことに飽き足らず、トレンディブームの只中から、鬼才・実相寺昭雄監督の青春時代を熱演したTBS系ドラマ『ウルトラマンをつくった男たち 星の林に月の舟』（1989年）、昭和初期を閃光のように駆け抜けた天才詩人・中原中也に扮したフジテレビ系ドラマ『ロマンの果てII・汚れっちまった悲しみに』（1990年）などクセのある役どころに積極的に挑んでいく。その芝居へのこだわりは、女性人格を含む三重人格の主人公をエキセントリックに演じきって話題を振りまいたフジテレビ系ドラマ『あなただけ見えない』（1992年）に結実。狂気も演じられる存在として、トレンディ俳優のイメージを払拭する。
1993年、ニューヨークから帰国したロックスターが巻き起こす騒動を描いたフジテレビ系ドラマ『チャンス!』では、役名の“本城裕二”名義でシングル『夢 with You』を発売し、チャートのトップ10入りも果たす。
以降も、野島伸司脚本のフジテレビ系ドラマ『この世の果て』、『リップスティック』のほか、TBS系ドラマ『適齢期』、フジテレビ系ドラマ『それが答えだ!』、日本テレビ系ドラマ『ストレートニュース』など、オーソドックスなホームドラマから先鋭的な野心作まで幅広く演じ分けて、トレンディ以降のテレビドラマでも一時代を築く。
1995年1月17日に発生した阪神・淡路大震災の被災者慰問のため、アコースティックギター1本で被災地を回る。
2001年、カンヌ国際映画祭招待作品となった映画『月の砂漠』で主演を務めた。
2003年に、寺山修司没後20周年・パルコ劇場30周年記念公演『青ひげ公の城』に主演した。生前の寺山からは舞台への出演を禁じられていたが、映像の仕事に携わることは最後と決めて出演。結果的に活動の場を舞台中心に移す契機となった。
2012年、NHK大河ドラマ『平清盛』に鳥羽上皇役で大河ドラマ初出演。

## 受賞歴
- 1989年：エランドール賞 新人賞
- 2000年：第27回放送文化基金賞 男優演技賞（ドラマ『ストレートニュース』）
- 2016年：第5回コンフィデンスアワード・ドラマ賞 主演男優賞（ドラマ『遺産相続弁護士 柿崎真一』）[7][8]

## 出演作品

### テレビドラマ
- 無邪気な関係（1984年1月6日 - 3月30日放送、TBS） - 洋介 役
- 探偵物語（1984年1月8日 - 29日放送、TBS、日曜ファミリードラマ）
- 大家族（1984年10月12日 - 1985年1月4日放送、TBS、金曜ドラマ）- 立川清 役
- 黒白の河（1984年11月15日放送、読売テレビ、木曜ゴールデンドラマ）
- ニッポン親不孝物語（1985年4月12日 - 7月2日放送、日本テレビ） - 月島卓 役
- 華やかな誤算（1985年12月13日 - 1986年2月28日放送、TBS、金曜ドラマ）- 荒谷明 役
- 禁じられたマリコ（1985年11月5日 - 1986年1月28日放送、TBS）- 高木竜一 役
- 恋とオムレツ（1986年6月30日 - 9月26日放送、TBS、ポーラテレビ小説〔の最終作〕）
- 恋する時間です（1986年10月18日 - 12月20日放送、日本テレビ）- 八田勝 役
- 復讐の歌がきこえる（1987年8月13日放送、読売テレビ、木曜ゴールデンドラマ）
- 水中眼鏡の女（1987年9月11日放送、フジテレビ、金曜女のドラマスペシャル）
- 愛人マンション（1987年11月16日 - 19日放送、TBS、ドラマ23）- 貢 役
- 私のハートパートナー　離婚カップルの同居物語（1987年12月10日・17日放送、テレビ朝日、気ままな女シリーズ）- 森田拓也 役
- ハートカクテルドラマスペシャル「ノックをしなかったサンタクロース」（1987年12月24日放送、日本テレビ） - 主演・三沢広之 役
- 君の瞳をタイホする!（1988年1月4日 - 3月21日放送、フジテレビ） - 田島鋭次 役
- 愛人マンションII（1988年5月16日 - 19日放送、TBS）
- 君が嘘をついた（1988年10月24日 - 12月19日放送、フジテレビ） - 主演・日高涼 役
- スクールガール・セレナーデ 桂華學女小夜曲（1988年11月11日放送、日本テレビ）- 島津正之 役
- ハートカクテルドラマスペシャルII「人魚がため息をついたテーブル」（1988年12月17日放送、日本テレビ）-主演・三沢広之 役
- ウルトラマンをつくった男たち 星の林に月の舟（1989年3月21日放送、TBS） - 主演・吉良平治（実相寺昭雄） 役
- 世界で一番君が好き!（1990年1月8日 - 3月19日放送、フジテレビ） - 主演・山村公次 役
- 汚れっちまった悲しみに（1990年6月15日放送、フジテレビ）- 主演・中原中也 役[9]
- それでも家を買いました（1991年4月19日 - 6月28日放送、TBS） - 主演・山村雄介 役
- NASA〜未来から落ちてきた男〜（1991年8月23日放送、フジテレビ）- 主演・上野ノブオ 役
- あなただけ見えない（1992年1月13日 - 3月23日放送、フジテレビ） - 主演・高野淳平 / 青田和馬 / 明美 役
- 怪談 KWAIDAN「耳なし芳一のはなし」（1992年8月21日放送、フジテレビ、金曜ドラマシアター） - 主演・芳一 役
- チャンス!（1993年4月14日 - 6月30日放送、フジテレビ、水曜劇場） - 主演・本城裕二 役
- この世の果て（1994年1月10日 - 3月28日放送、フジテレビ） - 主演・高村士郎 役
- 適齢期（1994年4月15日 - 7月1日放送、TBS、金曜ドラマ）- 主演・国分翔平 役
- 新婚なり!（1995年7月7日 - 9月22日放送、TBS） - 主演・蔵元聖人 役
- 聖夜の奇跡 第1話「イヴなんていらない」（1995年12月23日放送、フジテレビ、ゴールデン洋画劇場ドラマスペシャル） - 主演・高木雅人 役
- それが答えだ!（1997年7月2日 - 9月17日放送、フジテレビ、水曜劇場） - 主演・鳴瀬望 役
- 世にも奇妙な物語 秋の特別編「懲役30日」（1998年9月25日放送、フジテレビ） - 主演
- 35歳・夢の途中（1998年10月24日放送、NHK、NHKドラマ館）- 主演・上田武志 役
- 世紀末の詩 第5話「車椅子の恋」（1998年11月11日放送、日本テレビ） - 星野守 役
- リップスティック（1999年4月12日 - 6月28日放送、フジテレビ） - 主演・有明悠 役
- ストレートニュース（2000年10月11日 - 12月13日放送、日本テレビ）- 主演・矢島俊介 役
- 陰陽師☆安倍晴明〜王都妖奇譚〜（2002年7月2日 - 30日放送、フジテレビ、スーパー時代劇） - 主演・安倍晴明 役
- 衛星ドラマ劇場 ビタミンF「母帰る」（2002年7月5日放送、NHK BS2）- 主演・拓巳 役
- taskforce タスクフォース（2002年8月1日放送、BS-i）（2002年9月16日、TBS、ドラマ特別企画）- 主演・高森信次 役
- 薔薇の十字架（2002年10月10日 - 12月12日放送、フジテレビ） - 主演・工藤桐吾 役
- 交渉人（2003年8月17日放送、WOWOWプライム、ドラマW） - 主演・石田修平 役
- 共犯者（2003年10月15日 - 12月17日放送、日本テレビ） - 主演・ウエヤマサト 役
- MBO(マネジメント・バイアウト)-経営権争奪・企業買収の行方- (2006年1月8日放送、WOWOWプライム、ドラマW) - 主演・小野里英一 役
- プロポーズ大作戦（2007年4月16日 - 6月25日放送、フジテレビ）- 妖精 役（特别出演）
  - プロポーズ大作戦スペシャル （2008年3月25日放送、フジテレビ）
- パンドラ（2008年4月6日 - 5月25日放送、WOWOWプライム、ドラマW） - 主演・鈴木秀樹 役
- 黒部の太陽（2009年3月21日・22日放送、フジテレビ、フジテレビ開局50周年記念ドラマ特別企画）- ナレーター
- 誘拐（2009年8月2日放送、WOWOWプライム、ドラマW） - 主演・秋月孝介 役
- 同窓会〜ラブ・アゲイン症候群（2010年4月22日 - 6月17日放送、テレビ朝日） - 主演・大久保真一 役
- 総理の密使 〜核密約42年目の真実〜 （2011年2月21日放送、TBS、シリーズ激動の昭和）- 主演・若泉敬 役
- 下町ロケット（2011年8月21日 - 9月18日放送、WOWOWプライム、ドラマW） - 主演・佃航平 役
- 砂の器（2011年9月10日・11日放送、テレビ朝日、松本清張ドラマスペシャル）- ナレーター
- 誘拐電話網（2012年10月1日 - 10月31日放送、J:COM、東野圭吾ドラマシリーズ“笑”）- 主演・川島庸介 役
- 大河ドラマ 平清盛（2012年1月 - 5月放送、NHK）- 鳥羽上皇 役
- 実験刑事トトリ（2012年11月3日 - 12月1日放送、NHK、土曜ドラマスペシャル） - 主演・都鳥博士 役[10]
- 震える牛（2013年6月16日 - 7月14日放送、WOWOWプライム、ドラマW） - 主演・田川信一 役
- 実験刑事トトリ2（2013年10月12日 - 11月16日放送、NHK、土曜ドラマ）- 主演・都鳥博士 役
- 明日、ママがいない（2014年1月15日 - 3月12日放送、日本テレビ） - 佐々木友則 役
- 贖罪の奏鳴曲（2015年1月24日 - 2月14日放送、WOWOWプライム、ドラマW） - 主演・御子柴礼司 役[11]
- 遺産相続弁護士 柿崎真一（2016年7月7日 - 9月22日放送、読売テレビ、プラチナイト） - 主演・柿崎真一 役 [12]
- 社長室の冬-巨大新聞社を獲る男- (2017年4月30日 - 5月28日放送、WOWOWプライム、ドラマW) - 主演・青井聡太 役
- 集団左遷!!（2019年4月21日 - 6月23日放送、TBS、日曜劇場）- 横山輝生 役
- 桶狭間 OKEHAZAMA〜織田信長〜（2021年3月26日放送、フジテレビ、十三代目市川團十郎白猿襲名記念企画）- 今川義元 役
- 東京サラダボウル（2025年1月7日 - 3月4日放送、NHK総合・NHK BSP4K、ドラマ10）- 阿川博也 役

### 配信ドラマ
- 七夕の国（2024年7月4日 - 8月8日配信、ディズニープラススター） - 丸神正美 役[13]

### 映画
- 草迷宮（1979年・フランス公開／1983年11月12日・日本公開、東映） - 主演・明（少年時代） 役
- 太陽のきずあと（1981年2月14日公開、東映） - 小林勉 役
- 巣立ちのとき 教育は死なず（1981年11月14日公開、共同映画全国系列会議） - 吉野広 役
- 戦場のメリークリスマス（1983年5月28日日本公開、松竹）- 日本兵（俘虜収容所勤務） 役
- 海嶺（1983年12月3日公開、松竹）
- 瀬戸内少年野球団（1984年6月23日公開、日本ヘラルド）- 波多野啓介（武女の兄） 役
- さらば箱舟（1984年9月8日公開、ATG） - 下男アダ 役
- Mishima: A Life In Four Chapters（1985年10月4日公開、ワーナー・ブラザース・アメリカ） - 小賀正義 役
- ビリィ★ザ★キッドの新しい夜明け（1986年8月1日公開、パルコ） - 主演・ビリィ・ザ・キッド 役
- 私をスキーに連れてって（1987年11月21日公開、ホイチョイ・プロダクションズ製作・東宝） - 主演・矢野文男 役
- 不可思議物語 FANTASTIC COLLECTION「猫はよく朝方に帰ってくる」（1988年2月27日公開、パル企画） - 探偵 役
- パイレーツによろしく（1988年6月25日公開、キノシタ企画） - 早瀬明 役
- TOKYO POP（1988年11月5日公開、松竹富士）
- 孔雀王（1988年12月10日公開、東宝） - 主演・孔雀 役
- 二十世紀少年読本（1989年11月23日公開、CBS・ソニー） - 主演・仁太 役
- 東京の休日（1991年11月2日公開、東北新社） - ドクター・ノグチ 役
- 遠き落日（1992年7月4日公開、松竹） - 主演・野口英世 役
- 病は気から 病院へ行こう2（1992年12月19日公開、東映） - 片倉保 役
- 屋根裏の散歩者（1994年3月26日公開、バンダイビジュアル） - 主演・郷田三郎 役
- スワロウテイル（1996年9月14日公開、日本ヘラルド） - 主演・ヒオ・フェイホン 役
  - Yen Town Band/Swallowtail Butterfly あいのうた（1996年12月7日公開、日本ヘラルド映画＝エースピクチャーズ） - ヒオ・フェイホン 役 ※ビデオクリップの劇場公開版。上記併映。
- 宮澤賢治 その愛（1996年9月14日公開、松竹）- 主演・宮澤賢治 役
- パラサイト・イヴ（1997年2月1日公開、東宝） - 主演・永島利明 役
- 月の砂漠（2003年9月6日公開、レントラックジャパン） - 主演・永井恭二 役
- 予言（2004年10月2日公開、東宝、Jホラーシアター） - 主演・里見英樹 役
- へんりっく 寺山修司の弟（2009年10月10日公開、ワイズ出版） ※ドキュメンタリー映画
- モリのいる場所（2018年5月19日公開、日活） - 知らない男 役
- LOVEHOTELに於ける情事とPLANの涯て（2019年1月18日公開、HIGH BROW CINEMA） - 主演・間宮 役

### オリジナルビデオ
- 若者気分の基礎知識（1985年6月1日発売、東芝映像ソフト） - 滝川和久 役

### 舞台
- 楽屋（1984年3月19日〜22日、東京・シアター・モリエール）- 女優D 役
- やさしい犬（1987年2月28日〜3月8日、東京・下北沢本多劇場、新宿・シアターアプル）
- 青ひげ公の城（2003年3月28日〜4月17日、東京・パルコ劇場）- 主演・青ひげ公の2番目の妻 役
- ヘドウィグ・アンド・アングリーインチ（2004年5月14日〜6月6日、東京・パルコ劇場）（2004年6月8日〜9日、2004年6月20日、大阪・シアター・ドラマシティ）（2004年6月15日、仙台・電力ホール）（2004年6月17日、新潟・新潟市民会館・劇場）（2004年6月21日、名古屋・愛知厚生年金会館）（2004年6月23日〜24日、東京・東京厚生年金会館）- 主演・ヘドウィグ 役
  - ヘドウィグ・アンド・アングリーインチ（2005年6月16日〜26日、東京・パルコ劇場）（2005年7月11日〜16日、東京・Zepp Tokyo）（2005年7月1日〜2日Tokyo、福岡・Zepp Fukuoka）（2005年7月5日〜9日、大阪・シアター・ドラマシティ）
- あわれ彼女は娼婦（2006年7月6日〜30日、東京・Bunkamuraシアターコクーン）（2006年8月5日〜13日、大阪・シアターBRAVA!）- 主演・ジョバンニ 役
- 三文オペラ（2009年4月5日〜29日、東京・Bunkamuraシアターコクーン）（2009年5月4日〜9日、大阪・厚生年金会館ウェルシティ大阪　芸術ホール）- 主演・メッキ・メッサー 役
- 新版　天守物語（2014年4月23日、大阪・フェスティバルホール）（2014年4月26日〜27日、東京・Bunkamuraオーチャードホール）- 泉鏡花 役
- タンゴ・冬の終わりに（2015年9月5日〜9月27日、東京・パルコ劇場）（2015年10月3日〜10月4日、大阪・森ノ宮ピロティホール）（2015年10月9日、金沢・北國新聞　赤羽ホール）（2015年10月12日、福岡・キャナルシティ劇場）（2015年10月17日、愛知・東海市劇場）（2015年10月23日、新潟・りゅーとぴあ新潟市民芸術文化会館）（2015年10月25日、富山・富山県民会館）（2015年10月31日、宮城・えずこホール(仙南芸術文化センター)）- 主演・清村盛 役
- 寺山修司没後40年記念公演『三上博史 歌劇 ー私さえも、私自身がつくり出した一片の物語の主人公にすぎないー』（2024年1月9日〜14日、東京・紀伊國屋ホール）  - 主演[14]

- PARCO PRODUCE 2024「HIROSHI MIKAMI / HEDWIG AND THE ANGRY INCH【LIVE】」（2024年11月26日〜12月8日、東京・PARCO劇場）（2024年12月14日〜15日、京都・京都劇場）（2024年12月18日、宮城・仙台PIT）（2024年12月21日〜22日、福岡・キャナルシティ劇場） - 主演・ヘドウィグ 役

### ナレーション
- 素敵な宇宙船地球号「失われた森を求めて」（2003年2月9日放送、テレビ朝日）
- 小さな村の物語 イタリア（2007年10月7日 - 、BS日テレ）
- BS1スペシャル「スラム街　希望のオーケストラ」（2019年2月19日放送、NHK BS1）
- 映画「北の果ての小さな村で」予告編（2019年5月13日）
- ハートネットTV「演じることは生きること ～野外芝居集団“水族館劇場”の日々～」（2021年6月30日放送、NHK Eテレ）
- ネコメンタリー 猫も、杓子(しゃくし)も。「神林長平とビタニャ」（2022年5月18日放送、NHK Eテレ）
- テレメンタリー2022「湯沢Re:start-リモートで変わるリゾート-」（2022年6月4日放送、テレビ朝日）
- 映画「帰れない山」特報映像（2023年5月5日公開）

### 劇場アニメ
- Genius Party「LIMIT CYCLE」（2007年7月7日公開、日活、制作:SUTDIO 4℃） - 主人公 役

### その他のテレビ番組
- ぼくら冒険王 今夜みないと一生見られない栄光の番組たち（1987年9月18日放送、フジテレビ）※映画「私をスキーに連れてって」の宣伝を兼ねて番組内で、かつての人気番組「ラブラブショー」を再現した番組に原田知世と共にゲスト出演
- ミュージックステーション（1993年7月9日放送、テレビ朝日）
- ミュージックステーション（1993年9月10日放送、テレビ朝日）
- オールスター感謝祭'94春（1994年4月2日放送、TBS）
- 幻想美術館「ポール・セザンヌ…私的セザンヌ論・虹色のカオス」（BS日テレ） - フランス（南部のエクス＝アン＝プロヴァンス）ロケ
- TVおじゃマンボウ（2000年10月14日放送、日本テレビ）
- 笑っていいとも!（2000年12月12日放送、フジテレビ）※テレフォンショッキングに出演
- 笑っていいとも!（2003年3月31日放送、フジテレビ）※テレフォンショッキングに出演
- TVおじゃマンボウ（2003年10月25日放送、日本テレビ）
- 汐留スタイル!ニッコリ「おいしい」水曜日（2003年11月19日放送、日本テレビ）
- R30（2004年10月8日放送、TBS）
- サンクチュアリ／大人の聖域（2005年5月16日放送、日本テレビ）
- HEY!HEY!HEY!（2005年5月16日放送、フジテレビ）
- 抱きしめたいっ!（2005年6月16日放送、よみうりテレビ）
- 徹子の部屋（2006年10月5日放送、テレビ朝日）
- 笑っていいとも!（2008年5月19日放送、フジテレビ）※テレフォンショッキングに出演
- ハイビジョン特集 ハプスブルク帝国 第1回「双頭の鷲の下に」（2008年6月7日放送、NHK BShi）※朗読で出演
- 世界史ロマンチック・ハプスブルク帝国〜三つの愛の物語〜（2008年12月15日放送、NHK）
- エンプラ（2009年1月31日放送、TBS）
- Boot!（2009年2月2日・4日放送、TBS）
- Boot!（2009年3月16日〜18日放送、TBS）
- ひるおび!（2009年4月3日放送、TBS）
- なべあちっ!（2009年7月13日放送、フジテレビ）
- SMAP×SMAP（2009年7月13日放送、フジテレビ）※「BISTRO SMAP」のコーナーに出演
- ワイド!スクランブル（2010年4月22日放送、テレビ朝日）
- 男前列伝「ためらうな 恥じるな 裸になれ」－村山槐多×三上博史－（2011年2月5日放送、NHK BShi）
- Nスタ（2011年2月21日放送、TBS）
- ひるおび!（2011年2月21日放送、TBS）
- スタジオパークからこんにちは（2012年1月13日放送、NHK）
- 土曜スタジオパーク（2012年11月3日放送、NHK）
- NHKとっておきサンデー（2013年10月6日放送、NHK）
- アナザースカイ（2015年7月3日放送、日本テレビ）
- 5時に夢中（2015年7月24日放送、TOKYO MX）
- STAGE LEGEND〜伝説舞台〜（2015年8月16日放送、BSスカパー!）※2003年7月に行われた舞台「青ひげ公の城」の放送と2015年9月に行われる舞台「タンゴ・冬の終わりに」についてのインタビューでの出演
- オトナの！（2015年8月26日、9月9日、9月30日放送、TBS）
- 徹子の部屋（2015年8月31日放送、テレビ朝日）
- 行定勲×三上博史「タンゴ・冬の終わりに」（2015年12月5日、2016年3月9日放送、WOWOWライブ）
- NHKアーカイブス「時代を挑発し続ける男 〜寺山修司 生誕80年〜」（2015年12月13日放送、NHK総合テレビ）
- スッキリ!!（2016年7月7日放送、日本テレビ）
- PON!（2016年7月7日放送、日本テレビ）
- ヒルナンデス!（2016年7月7日放送、日本テレビ）
- 情報ライブ ミヤネ屋（2016年7月7日放送、読売テレビ）
- 100分de名著 名著80 ウンベルト・エーコ「薔薇の名前」 朗読 （2018年9月3日、10日、17日、24日放送、NHK Eテレ）
- スタンダップ!（2019年1月24日放送、朝日放送）
- 男おばさん!!（2019年1月26日・27日、1月31日、2月1日放送、フジテレビTWO　2019年1月27日、2月2日放送、日本映画専門チャンネル）
- 徹子の部屋（2019年1月30日放送、テレビ朝日）
- 伊藤さとりのシネマの世界 Vol.4（2019年2月2日放送、東映チャンネル）
- シネマ☆チョップ！（2019年2月3日放送、東映チャンネル）
- SWITCHインタビュー　達人達「三上博史×美内すずえ」（2019年2月9日放送、NHK Eテレ）
- TBS春の新ドラマ祭り（2019年4月16日放送、TBS）
- 桶狭間～織田信長 覇王の誕生 放送直前SP【海老蔵親子ドラマ初共演！】（2021年3月21日放送、フジテレビ）
- 寺山修司没後40年記念公演『魔術音楽劇　青ひげ公の城』（2024年6月22日放送、衛星劇場）※2003年3月28日〜4月17日までPARCO劇場で公演された同名舞台の収録映像のテレビ放送
- 寺山修司没後40年記念公演『三上博史 歌劇 ー私さえも、私自身がつくり出した一片の物語の主人公にすぎないー』（2024年6月29日放送、衛星劇場）※2024年1月9日〜14日まで東京・新宿の紀伊國屋ホールで公演された同名舞台の収録映像のテレビ放送

### ラジオ

#### レギュラー
- 三上博史オフィシャルクラブ「G.O.D.S」（1989年1月 - 1989年10月放送、ニッポン放送）
- レディオクラブ オム（1992年4月 - 1994年3月放送、TOKYO FM）
- XSOL presents EARTH LOVERS（2015年4月4日 - 2016年3月26日放送、TOKYO FM）※JFN系全国38局ネット

#### ゲスト出演
- FRIDAY COSMIC COASTER（2004年3月19日放送、FM802）※電話での生出演
- PRIME HITZ 802（2004年6月10日放送、FM802）
- テリー伊藤のってけラジオ（2005年4月8日放送、ニッポン放送）
- PRIME HITZ 802（2005年4月13日放送、FM802）
- よんぱち 48hours 〜WEEKEND MEISTER〜（2005年4月15日放送、TOKYO FM）
- FRIDAY COSMIC COASTER（2005年4月15日放送、FM802）
- SUNDAY MUSIC MARKET（2005年4月17日放送、FM802）※事前収録のメッセージでの出演
- 高田文夫のラジオビバリー昼ズ（2005年4月27日放送、ニッポン放送）※中継での生出演
- HOLIDAY PASSPORT（2005年4月29日放送、J-WAVE）
- BUTCH COUNTDOWN RADIO（2005年5月6日放送、FM FUKUOKA）
- ナカジー・けいすけのゲバゲバサタデー（2005年5月7日放送、KBCラジオ）
- CROSS SUPER SATURDAY（2005年5月7日放送、CROSS FM）
- 夜はこれから！B003（2005年5月7日放送、KBCラジオ）
- Coca-Cola Station〜Groove&Vibes〜（2005年5月13日放送、FM FUKUOKA）
- KING OF SUNDAY（2005年5月29日放送、FM FUKUOKA）
- OTOAJITO（2012年33日放送、J-WAVE）
- ラジオ深夜便 インタビュー・スペシャル「演じることと生きること」（2012年5月5日・6日放送、NHKラジオ第1）
- トーキング ウィズ 松尾堂「没後30年、寺山修司を読む」（2013年11月10日放送、NHK-FM）
- GOLD RUSH（2014年6月27日放送、J-WAVE）※THE MANのvocal、冷牟田竜之と共に出演。
- THE MAJESTIC SUNDAY（2015年1月4日放送、FM COCOLO）
- 小林悠 たまむすび （2015年1月9日放送、TBSラジオ）※「その筋の話」のコーナーに出演。
- 高田純次 毎日がパラダイス（2015年1月12日〜14日放送、文化放送）
- Blue Ocean（2015年1月20日放送、TOKYO FM）※「Blue Ocean Professional」のコーナーに出演
- TOKYO MORNING RADIO（2015年1月21日放送、J-WAVE）※「Morning Insight」のコーナーに出演
- 大谷ノブ彦 キキマス!（2015年1月21日放送、ニッポン放送）※「プロにキキマス」のコーナーに出演
- COUNTDOWN JAPAN（2015年1月24日放送、TOKYO FM）
- 霧島リラックスタイム 焼酎ダイニング J-Fairy YASU（2015年7月25日、8月1日放送、TOKYO FM）※行定勲と共に出演
- 土岐麻子のディアフレンズ（2015年8月13日放送、TOKYO FM）
- 大沢悠里のゆうゆうワイド（2015年8月24日放送、TBSラジオ）
- スカパー！ 日曜シネマテーク（2015年8月30日放送、TOKYO FM）
- Ciao! MUSICA（2015年10月2日放送、FM802）
- ゆうらじ！ hachinohe（2016年2月19日放送、BeFM）
- ミュージックドキュメント 井上陽水×ロバート キャンベル「言の葉の海に漕ぎ出して」（2016年11月23日放送、TOKYO FM）※歌詞朗読で出演
- 夜のプレイリスト（2017年9月25日～29日放送、NHK-FM）※5日間のみパーソナリティ担当
- J-WAVE SPECIAL SNOW RESORT SHINSHU TAKE ME OUT TO THE SNOWLAND（2018年1月8日放送、J-WAVE）
- サプライズウィーク！宅間孝行の『これから、何する？』（2019年1月9日放送、TOKYO FM）※「ベスト3先生」のコーナーに出演
- すっぴん！（2019年1月11日放送、NHKラジオ第1）※「すっぴん！インタビュー」のコーナーに出演
- THE MAJESTIC SATURDAY NIGHT（2019年1月12日放送、FM COCOLO）
- 高田文夫のラジオビバリー昼ズ（2019年1月15日放送、ニッポン放送）
- ALL GOOD FRIDAY（2019年1月18日放送、J-WAVE）
- SATURDAY MAGNIFICENT CAMP（2019年1月19日放送、FM COCOLO）※宅間孝行と共に出演
- FRIDAY NIGHT FEVER（2019年1月25日放送、@FM）※宅間孝行と共に出演
- SEASONS（2019年1月26日放送、J-WAVE）
- Blue Ocean（2019年1月28日放送、TOKYO FM）※「Blue Ocean Professional」のコーナーに出演
- なんでも聞かせてDX（2019年1月28日放送、@FM）※宅間孝行と共に出演
- 澤本・権八のすぐにおわりますから。（2019年3月14日・21日放送、TOKYO FM）
- 福山雅治 福のラジオ（2019年6月29日放送、TOKYO FM）
- TOKYO M.A.A.D SPIN（2021年12月27日、2022年1月3日放送、J-WAVE）
- ゆうらじ！Hachinohe（2022年5月5日放送、BeFM）
- ごごカフェ「2時台カフェトーク/三上博史 寺山修司没後40年に寄せて」（2023年7月17日放送、NHKラジオ第1）
- STEP ONE（2023年11月27日 〜30日放送、J-WAVE）※LISTEN&LEARNのコーナーに出演
- Blue Ocean（2023年12月18日放送、TOKYO FM）
- ラジオ深夜便▽明日へのことば「寺山修司さんからの贈りもの」（2023年12月21日放送、NHKラジオ第1・NHK-FM）
- TOKYO M.A.A.D SPIN（2024年1月1日放送、J-WAVE）
- THE MAJESTIC SATURDAY NIGHT（2024年1月6日放送、FM COCOLO）※電話インタビューでのゲスト出演
- BUTCH COUNTDOWN RADIO（2024年12月20日放送、FM FUKUOKA）

#### ラジオドラマ
- 「俺たちは、絶対に、死なない」J-WAVE 30th ANNIVERSARY SPECIAL RADIO DRAMA 〜沢木耕太郎「凍」〜（2019年3月30日放送、J-WAVE）- 主演・山野井泰史 役

#### インターネット配信
- 連続ドラマW 社長室の冬を語る。/ WOWOWぷらすと〈金曜日〉（2017年4月28日配信、ニコニコ生放送）

### CM
- ハウス食品 Curry the Hot（赤・黒）（1988年 - 1989年）
- サントリー レゼルブ
- 日本ビクター Creation（1988年）
- ライフカード（1988年 - 1989年）
- グンゼ
- トヨタ コルサ（1991年）
- ライオン スマイルVin（1994年）
- ユニクロ
- 大塚製薬 野菜の戦士
- マイクロソフト Windows XP（2005年）- ナレーション
- 日本コカ・コーラ ミニッツメイド （2006年） - 優しい父親 役
- NISSAN マーチ - ナレーション
- Honda Civic - ナレーション
- 日清食品 カップヌードル - ナレーション
- ORIX
- デーリー東北（青森県の地方新聞、2016年5月3日）
- JR SKISKI（2017年）

### ゲーム
- サイコサスペンス・アドベンチャー『es(エス)』 （2001年4月5日発売、ドリームキャスト）- 主演・日下部清竹 役

### イベント・ライブ
- 第11回PFFアワード'88ファイナル・イベント（1988年12月17日〜12月23日、新宿・シネマミラノ）※審査員として出演
- HIROSHI MIKAMI LIVE 06 「THE GARDEN -1- ザクロ」（2006年2月27日、渋谷O-EAST）（2006年3月1日、大阪・心斎橋BIG CAT）（2006年3月3日、福岡・DURM Be-1） * LOVE LETTERS 20周年記念公演（2010年6月30日、パルコ劇場）
- 寺山修司記念館フェスティバル2012／夏 三上博史ライブ「寺山修司からの手紙」（2012年8月4日、青森・寺山修司記念館 屋外多目的スペース）※朗読での出演
- 寺山修司記念館フェスティバル2013／春 三上博史ライブ「ロング・グッドバイ 寺山修司に捧ぐ」  （2013年5月4日、青森・寺山修司記念館　屋外多目的スペース）※朗読での出演
- 舞台「太陽と星空のサーカス」（2013年7月14日、千葉・草原のこころファーム Venue 一番星ヴィレッジ）※朗読での出演
- 冷牟田竜之主催「Taboo -Before the 15th anniversary "Smell of the blood"」（2013年11月1日、SHIBUYA-AX）※THE MAN feat.三上博史としてゲスト出演
- FIX presents「“THE MAN” for THE WOMAN〜Whiteday eve Special Oneman Live」（2014年3月13日、渋谷REX）※THE MANのワンマンライブにゲスト出演
- THE MANフリーライブ（2014年3月16日、渋谷・ハチ公前広場）※ゲスト出演
- 寺山修司記念館フェスティバル2014／春　三上博史ライブ「競馬場で会おう」 （2014年5月4日、青森・寺山修司記念館　屋外多目的スペース）※朗読での出演
- 冷牟田竜之 presents「Pulp」（2014年6月7日、福岡・Early Believers）※THE MAN feat.三上博史として出演
- Sunset Live 2014 -Love&Unity-（2014年9月5日、福岡・芥屋海水浴場・キャンプ場　特設ステージ）※THE MANの出演時にゲストボーカルとして参加
- 林海象 presents「二十世紀少年読本」トークショー（2014年10月5日、東京・音楽実験室　新世界）※ゲスト出演
- 田中未知 PRESENTS「寺山修司を 歌う 読む 語る」（2014年11月16日、スパイラルホール）※朗読での出演
- Red Bull Studios Tokyo presents LIVE THE MAN feat.三上博史（2015年3月1日、東京・DDD AOYAMA CROSS THEATER）※THE MANのLIVEにゲスト出演
- JRA京都競馬「天皇賞」（2015年5月3日、京都競馬場・芝コース上、ウイナーズサークル）※プレゼンターとしてゲスト出演、ウイナーズサークルでのトークショーにもゲスト出演
- 寺山修司記念館フェスティバル2015／春　三上博史ライブ「世界の涯(は)てまで 連れてって」（2015年5月4日、青森・寺山修司記念館　屋外多目的スペース）※朗読での出演
- 寺山修司記念館フェスティバル2016／春　三上博史ライブ「寺山修司・スポーツ版 裏町人生」（2016年5月4日、青森・寺山修司記念館 常設展示室）※朗読での出演
- 第4回 なら国際映画祭2016 オープニングセレモニー（2016年9月17日、奈良・奈良公園 春日野園地）
- 第4回 なら国際映画祭2016 クロージングセレモニー（2016年9月22日、奈良・ならまちセンター 市民ホール）※「インターナショナルコンペティション」の審査委員長として授賞式に出演
- 「演技・演出・インディペンデントスピリット」三上博史×深田晃司監督トークショー（2016年10月13日、東京・角川シネマ新宿）※映画「淵に立つ」の19:30の回上映後に行われたトークショーにゲスト出演
- 至高の華 新春特別公演 朗読「卒都婆小町」（2017年1月17日、東京・国立能楽堂）※朗読での出演
- 寺山修司記念館フェスティバル2017／春　三上博史ライブ「あしたはどっちだ！ ーあしたのジョー」（2017年5月4日、青森・寺山修司記念館 常設展示室）
- ショートショートフィルムフェスティバル&アジア 2017 アワードセレモニー（2017年6月11日、東京・明治神宮会館）※オフィシャルコンペティションの審査員として登壇
- 寺山修司記念館フェスティバル2018／春　三上博史ライブ「万才！ジルベール 寺山修司」（2018年5月4日、青森・寺山修司記念館 常設展示室）
- 寺山修司没後35年記念 特集上映「映画監督・寺山修司」2018（2018年6月3日、東京・渋谷ユーロライブ）※「草迷宮」上映後のトークショーに出演
- 寺山修司展記念朗読とトーク「地獄篇＝悲しき自伝／長い遺書」（2018年10月7日、神奈川・神奈川近代文学館ホール）
- MOI AUSSI BE モーアシビー FREE SCHOOL 第8回＜第1部＞（2018年10月20日、沖縄・桜坂劇場 ホールB）
- MOI AUSSI BE モーアシビー FREE SCHOOL 第8回＜第2部＞「俳優 三上博史の考える教室とは？」（2018年10月21日、沖縄・Okinawa Creative Space TERMINAL）
- LOVEHOTELに於ける情事とPLANの涯て　スペシャル・プレビュー（2019年1月15日、東京・スペースFS汐留）
- LOVEHOTELに於ける情事とPLANの涯て 初日舞台挨拶（2019年1月18日、東京・テアトル新宿）※18:20の回 上映終了後に登壇
- LOVEHOTELに於ける情事とPLANの涯て 舞台挨拶（2019年1月19日、大阪・シネ・リーブル梅田）※11:40の回 上映終了後に登壇
- LOVEHOTELに於ける情事とPLANの涯て 舞台挨拶（2019年1月20日、愛知・センチュリーシネマ）※15:30の回 上映終了後に登壇
- LOVEHOTELに於ける情事とPLANの涯て　舞台挨拶（2019年2月16日、山形・MOVIE ON やまがた）※16:45の回 上映終了後に登壇
- 寺山修司記念館フェスティバル2019／春　三上博史ライブ「世界の涯てまで連れてって」（2019年5月4日、青森・寺山修司記念館 常設展示室）
- BeFM開局20周年特別共同企画「LOVEHOTELに於ける情事とPLANの涯て」上映後トークイベント（2019年5月5日、青森・フォーラム八戸）※10:00の回終了後に塚原隆市(BeFM放送局長)と共に登壇
- 永遠の森へのオマージュ（2019年9月28日、沖縄・宜野座村文化センター がらまんホール）
- 揖斐川ワンダーピクニック2019 影絵と音楽と語りのSPECIAL ART PROGRAM「泉にまつわるお話」（2019年10月13日、岐阜・マーケットエリア 三輪神社境内）
- 三上博史 ～Reading Live～（2019年10月26日、徳島・阿南市情報文化センター コスモホール）
- 寺山修司記念館フェスティバル2021／春　三上博史ライブ「世界の涯まで連れてって」（2021年5月4日、青森・三沢市寺山修司記念館 屋外多目的スペース）
- Sarti musicali サルティムジカーリ おとなのバロック企画 第一弾「和洋綯い交ぜの一夜～イタリアバロック×山田耕筰　怪談・牡丹灯籠」（2021年11月15日、東京・杉並公会堂 小ホール）※語りでの出演
- 俳優三上博史と大師山寺大塚住職の対談！ 〜特別な聖地「奈良吉野」の不可思議な物語〜（2021年11月20日、奈良・大師山寺）
- ～ゼロからの祈り～シルクロードへの想い 京都南座から世界へ（2021年12月27日、京都・京都四条南座）※サプライズゲストとして出演
- パゾリーニ生誕100年前夜祭トークイベント『テオレマ』（2022年3月4日、東京・新宿武蔵野館）※『テオレマ』19:00の回 上映前に登壇
- サルティムジカーリ 第二回公演「山田耕筰物語」（2022年5月28日、東京・サントリーホール・ブルーローズ）※語りでの出演
- 寺山修司記念館フェスティバル2022／春　三上博史ライブ（2022年5月4日、青森・三沢市寺山修司記念館 常設展示室）※オンライン配信あり。
- 演劇実験室◎万有引力 第74回本公演「手毬唄由来の実験幻想オペラ劇『草迷宮』ーここはどこの細道じゃー」（2023年2月5日、東京・座・高円寺1）※15:00公演後のポストトークにゲスト出演
- 逗子海岸映画祭2023（2023年4月29日、神奈川・逗子海岸）※『スワロウテイル』の上映にスペシャルゲストで出演
- 寺山修司記念館フェスティバル2023春　三上博史ライブ（2023年5月4日、青森・三沢市寺山修司記念館 常設展示室）※オンライン配信あり。
- 第31回花一期　薩摩琵琶鶴田流　友吉鶴心　琵琶楽の會（2023年11月20日、東京・国立能楽堂）※ゲスト出演
- 寺山修司記念館フェスティバル2024春　三上博史ライブ（2024年5月4日、青森・寺山修司記念館 館内）
- 衛星劇場 放送記念上映会／舞台「三上博史 歌劇」（2024年5月27日、東京・新宿ピカデリー）
- 最前線 無声映画/CONVERSATIONS IN SILENCE VOL.08『カリガリ博士』（2024年6月17日、東京・月見ル君想フ）
- 最前線 無声映画/CONVERSATIONS IN SILENCE VOL.09『偽善者』『微笑むブーデ夫人』（2024年8月7日、東京・月見ル君想フ）
- 寺山修司記念館フェスティバル2025春　三上博史ライブ（2025年5月4日、青森・寺山修司記念館 館内）
- 第53回朔太郎忌 第2部 リーディングシアター「師よ」～誰があなたの孤独を嘆くか～（2025年5月11日、群馬・昌賢学園まえばしホール 小ホール）

## ディスコグラフィ

### アルバム
- G.O.D.S.（1988年4月21日発売、Invitation）
- ORGA'N（1989年12月21日発売、Invitation）
- ORAL（1991年9月21日発売、Invitation）
- ARC（1993年8月21日発売、Invitation）ベスト・アルバム
- TRANSIENT（1994年8月3日発売、BMGビクター）
- EGO（1995年9月6日発売、BMGビクター）
- HEDWIG AND THE ANGRY INCH TRIBUTE（2004年5月12日発売、エイベックス）※収録曲の内、歌唱曲は#03『Wicked Little Town』、#06『Hedwig's Lament』、#08『Midnight Radio』の3曲のみ
- ザクロ（2005年6月9日発売、bark Records）
- HEDWIG AND THE ANGRY INCH オリジナル・ジャパニーズ・キャスト・ライヴ・アルバム（2005年6月9日発売、PARCO）

### シングル
- HANG OUT!（1993年4月7日発売、Invitation）「本城裕二」名義 - フジテレビ系ドラマ「チャンス!」挿入歌
- 夢with You（1993年6月16日発売、Invitation）「本城裕二」名義 - フジテレビ系ドラマ「チャンス!」挿入歌
- a place in THE HEART（1994年5月1日発売、BMGビクター） - TBS系ドラマ「適齢期」主題歌

### 参加作品
- 『THE MAN』- THE MAN　#12「Preach」（2014年5月21日発売、ビクターエンタテインメント）
- 『Technoca』- Watusi(COLDFEET)   #05「Last Dance feat.Hiroshi Mikami」（2014年12月3日発売、OIRAN MUSIC）
- 『VITIUM』- sukekiyo　#02「focus Collaboration with 三上博史」（2015年2月4日発売、通販限定盤:sun-krad Co., Ltd.  初回生産限定盤:FIREWALL DIV.）
- 『Winter Magic ～あの冬をドラマに変えた歌たち～ mixed by DJ和』- DJ和（2022年12月7日発売、ソニー・ミュージックアソシエイテッドレコーズ）

### 朗読CD
- ききみみ名作文庫　宮沢賢治全集（『よだかの星』『猫の事務所』『双子の星』『グスコーブドリの伝記』）（2007年）
- 三上博史 朗読音楽集『空には本』（2008年）
- やさしく聞ける日本の名作（2010年、ユーキャン）
- 名作をあなたに（2013年、ユーキャン）

## 雑誌等
※インタビュー掲載誌のみ記載
- 月刊モガ 1986年7月号（1986年7月1日発売、東京三世社）

- 宝島 1993年2月9日号（1993年2月9日発売、JICC出版局）

- ポポロ 1995年10月号（1995年10月発売、麻布台出版社）

- 月刊アサヒグラフ パーソン 2002年8月号（2002年8月11日発売、朝日新聞社）

- レプリークBis 2006.June Vol.4（2006年6月12日発売、CCCメディアハウス）

- R25（2009年7月16日掲載）※インターネットにインタビュー掲載

- +act. mini Vol.23 2013年 12月号 増刊（2013年10月23日発売、ワニブックス）

- InRed（2014年12月6日発売、宝島社）

- CUT（2014年12月19日発売、ロッキング・オン）

- 日本映画magazine（2014年12月20日発売、オークラ出版）

- スカパー!TVガイドプレミアム（2014年12月24日発売、東京ニュース通信社）

- エンタメステーション（2014年12月25日発売、エムオン・エンタテインメント）※電子書籍

- 月刊シネコンウォーカー（2015年1月配布開始）※全国175サイトのシネコンで配布

- GOODA Vol.21（2015年1月16日掲載、楽天/ブランジスタ）※ウェブマガジン

- シネマスクエア（2015年1月16日発売、日之出出版）

- Movie Walker（2015年1月18日掲載、KADOKAWA）※インターネットにインタビュー掲載

- エンタミクス（2015年1月20日発売、KADOKAWA）

- ORICON STYLE（2015年1月23日掲載、オリコンNewS）※インターネットにインタビュー掲載

- Movie Walker（2015年1月23日掲載、KADOKAWA）※インターネットにインタビュー掲載

- マイナビニュース（2015年1月23日掲載、マイナビ）※インターネットにインタビュー掲載

- クランクイン！（2015年1月24日掲載、ハリウッドチャンネル）※インターネットにインタビュー掲載

- ウォーカープラス（2015年5月20日掲載、KADOKAWA）※インターネットにインタビュー掲載

- e+(イープラス)公式サイト内（2015年5月27日掲載）※公式サイト内にインタビュー掲載

- UCカード会員誌 てんとう虫 6月号、セゾンカード会員誌 express 6月号（てんとう虫、expressともに2015年5月20日頃、到着予定）※てんとう虫、expressともにカード会員向け雑誌

- 大人のおしゃれ手帖（2015年7月7日発売、宝島社）

- 週刊朝日 2015年8月21日号（2015年8月11日発売、朝日新聞出版）

- 週刊文春 8月27日号（2015年8月19日発売、文藝春秋）※インタビューページに掲載

- J Movie Magazine Vol.2（2015年8月19日発売、リイド社）※注目舞台ピックアップコーナーに掲載

- シアターガイド 2015年10月号（2015年9月2日発売、モーニングデスク）

- Rolling Stone 10月号（2015年9月10日発売、パワートゥザピープル）

- 日本生命版 ザ・テレビジョン（2016年6月13日配布）※日本生命会員向け雑誌

- エンタミクス 8月号（2016年6月20日発売、KADOKAWA）

- 読売新聞 夕刊（2016年7月11日発行、読売新聞社）

- 女性セブン 8/6号（2016年7月21日発売、小学館）

- 婦人公論 8/9号（2016年7月26日発売、中央公論新社）

- WOWOWプログラムガイド 2017年4月号（2017年4月20日送付）※WOWOW加入者に送付される雑誌

- 月刊スカパー！ 17年5月号（2017年4月24日発売、NANOぴあ）

- マイナビニュース（2017年4月27日掲載、マイナビ）※WEBにインタビュー掲載

- 小説すばる 2017年6月号（2017年5月17日発売、集英社）

- +act. 2019年2月号（2019年1月12日発売、ワニブックス）

- Cinemarche（2019年1月16日掲載、Cinemarche運営事務局）※ウェブサイトにインタビュー掲載

- STEPPIN' OUT! VOLUME6 2019年3月号（2019年1月30日発売、ブラウンズブックス）

- STEPPIN' OUT! VOLUME8 2019年8月号（2019年6月5日発売、ブラウンズブックス）

- 徳島新聞 電子版（2019年10月21日掲載、徳島新聞社）※ウェブサイトにインタビュー掲載

- ローチケ演劇宣言!（2023年11月20日掲載）※ウェブサイトにインタビュー掲載

- チケットぴあ エンタメ総合（2023年11月20日掲載）※ウェブサイトにインタビュー掲載

- フリーペーパー「カンフェティ 1月号」（2023年12月4日発行）※ウェブサイトにもインタビュー掲載

- GQ JAPAN「愛車の履歴書」Vol29.(前編)（2023年12月5日掲載）※GQ JAPANのウェブサイトとYahoo!ニュースにインタビュー掲載

- GQ JAPAN「愛車の履歴書」Vol29.(後編)（2023年12月6日掲載）※GQ JAPANのウェブサイトとYahoo!ニュースにインタビュー掲載

- エンタメOVO（2023年12月9日掲載）※ウェブサイトにインタビュー掲載

- 産経新聞 朝刊（2023年12月14日発売、産経新聞社）

- フジテレビュー!!（2023年12月18日掲載）※ウェブサイトとYahoo!ニュースにインタビュー掲載

- 週刊女性 1/1号（2023年12月19日発売、主婦と生活社）

- TOKION（2023年12月27日掲載、INFASパブリケーションズ）※ウェブサイトにインタビュー掲載

- 週刊文春 1月4日・11日号（2023年12月27日発売、文藝春秋）

- クランクイン！（2023年12月29日掲載、ブロードメディア）※ウェブサイトにインタビュー掲載

- 文春オンライン（2023年12月29日掲載）※文春オンラインのウェブサイトにインタビュー掲載

- AERA dot.（2023年12月30日掲載）※ウェブサイトにインタビュー掲載

- えんぶ 2024年2月号（2024年1月9日発売、えんぶ）

- 読売新聞 夕刊（2024年1月9日発売、読売新聞社）

- The Fashion Post（2024年2月24日、3月3日、3月5日掲載）※ウェブサイトにインタビュー掲載

- シネマカフェ（2024年7月28日掲載）※ウェブサイトにインタビュー掲載

- スポーツ報知（2024年11月9日発売、報知新聞社）※スポーツ報知の公式ホームページにもインタビューが掲載されている。

- ステージナタリー（2024年11月12日掲載）※ウェブサイトにインタビュー掲載

- ローチケ演劇宣言！（2024年11月13日掲載）※ウェブサイトにインタビュー掲載

- 週刊女性セブン 2024年11月28日号（2024年11月14日発売、小学館）※「NEWSポストセブン」のウェブサイトにもインタビュー掲載

- デイリースポーツ（2024年11月14日掲載）※ウェブサイトにインタビュー掲載

- 女性自身（2024年11月14日掲載）※ウェブサイトにインタビュー掲載

- SPICE（2024年11月14日掲載）※ウェブサイトにインタビュー掲載

- チケットぴあ（2024年11月15日掲載）※ウェブサイトにインタビュー掲載

- まいどなニュース（2024年11月16日掲載）※ウェブサイトにインタビュー掲載

- 読売新聞 夕刊（2024年11月19日発売、読売新聞社）

- めざましmedia（2024年11月21日掲載）※ウェブサイトにインタビュー掲載

- THE CHANGE（2024年11月25日掲載、双葉社）※ウェブサイトにインタビュー掲載

- Web LEON（2024年11月26日掲載）※ウェブサイトにインタビュー掲載

- KEP Online（2024年11月29日掲載）※キョードー大阪のウェブサイトにインタビュー掲載

- THE CHANGE（2024年12月1日、12月8日、12月15日掲載、双葉社）※ウェブサイトにインタビュー掲載

- TVstation 5号（2025年2月12日発売、東京ニュース通信社）

## 書籍
- 三上博史写真集『PORTFOLIO』（1989年10月20日発売、ウォーカーズカンパニー）
- あるるかん〜道化師〜（編・著／林海象） （1989年10月25日発売、CBSソニー出版）
- 三上博史写真集『ヴィジオネーレ』 （1990年6月20日発売、マガジンハウス）
- 絵本『青い星の少年』／翻訳（著／マルティン・アウア）（1995年4月25日発売、ブロンズ新社）
- 単行本『架空のオペラ』（1995年7月25日発売、角川書店）
- 芸能ズビズバ（1998年8月3日発売、講談社）
- 写真集（多数のアーティスト写真掲載）『BENTO』（2006年1月1日発売、ワニブックス）
- 挑戦者たち　トップアクターズ・ルポルタージュ（2011年1月15日発売、キネマ旬報）
- 美人（著／柘植伊佐夫）（2025年5月29日発売、サンマーク出版）